# آجي راسموسن
آجي راسموسن (بالدنماركية: Aage Remfeldt؛ بالنرويجية البوكمول: Aage Remfeldt) هو مصور دنماركي ونرويجي، ولد في 4 سبتمبر 1889 في فريدريكسبرغ في الدنمارك، وتوفي في 29 نوفمبر 1983 في Solrød Municipality ‏ في الدنمارك.

## وصلات خارجية
- آجي راسموسن على موقع أوليمبيديا (الإنجليزية)